# بيث موني
بيث موني (14 يناير 1994 بشيبارتون في أستراليا - ) (بالإنجليزية: Beth Mooney) هي لاعبة كريكت أسترالية. شاركت مع منتخب أستراليا الوطني للكريكت. أما مع النوادي، فقد لعبت مع Queensland Fire ‏.

## وصلات خارجية
- بيث موني على موقع إي آس بي آن كريك إنفو (الإنجليزية)